# Sarrià (metropolitana di Barcellona)
Sarrià è una stazione della linea 6 e della linea 12 della metropolitana di Barcellona e delle linee S1, S2, S5 ed S55 del Metro del Vallès, situata nel distretto di Sarrià-Sant Gervasi. La linea è gestita da Ferrocarrils de la Generalitat de Catalunya (FGC).
La stazione originale fu inaugurata nel 1863 dalla Companyia del Ferrocarril de Barcelona a Sarrià e presentava caratteristiche molto diverse da quelle attuali: era costruita in superficie e servita da treni a vapore su binari a scartamento iberico. La stazione attuale, sotterranea, venne realizzata nel 1974 da Ferrocarril de Sarrià a Barcelona e inaugurata nel 1976.
È a progetto la costruzione della stazione della L9 e L10 della metropolitana, nell'ambito del Lotto 3 (Zona Universitària – La Sagrera). Inizialmente l'apertura era prevista per l'anno 2007 poi posticipata una prima volta al 2013.. A giugno 2011 il Departament de Territori i Sostenibilitat della Generalitat de Catalunya annunciò che la costruzione di questo lotto era sospesa a tempo indeterminato in attesa di trovare finanziamenti.
Secondo il progetto, la nuova stazione sarà realizzata secondo la tipologia a pozzo, con due pozzi. Quello più piccolo di 15 metri di diametro e 60 metri di profondità, disporrà di due accessi in Carrer de Cardenal Sentmenat, uno all'incrocio con Carrer Mañé i Flaquer e l'altro all'incrocio con Carrer dels Vergós e sarà dotato di tre ascensori di grande capacità e un ascensore per persone a mobilità ridotta. Il pozzo più grande avrà 26 metri di diametro e 74 metri di profondità, disporrà di un unico accesso in Via Augusta all'incrocio con Carrer de Pau Alcover e sarà dotato di 6 ascensori di grande capacità e 2 ascensori per persone a mobilità ridotta. Sempre secondo il progetto, le banchine avranno una lunghezza di 108 metri.

## Accessi
- Via Augusta - Hort de la Vila
- Carrer de Pau Alcover
- Carrer del Cardenal Setmenat